# Edinburg (Dakota del Nord)
Edinburg è un centro abitato (city) degli Stati Uniti d'America, situato nella Contea di Walsh, nello Stato del Dakota del Nord. Nel censimento del 2000 la popolazione era di 252 abitanti. La città è stata fondata nel 1887.

## Geografia fisica
Secondo i rilevamenti dell'United States Census Bureau, la località di Edinburg si estende su una superficie di 0,80 km², tutti occupati da terre.

## Popolazione
Secondo il censimento del 2000, a Edinburg vivevano 252 persone, ed erano presenti 73 gruppi familiari. La densità di popolazione era di 322 ab./km². Nel territorio comunale si trovavano 132 unità edificate. Per quanto riguarda la composizione etnica degli abitanti, il 97,22% era bianco, lo 0,40% proveniva dall'Asia, lo 0,40% apparteneva ad altre razze e l'1,98% a due o più. La popolazione di ogni razza ispanica corrispondeva allo 0,40% degli abitanti.
Per quanto riguarda la suddivisione della popolazione in fasce d'età, il 19,8% era al di sotto dei 18, il 5,2% fra i 18 e i 24, il 21,8% fra i 25 e i 44, il 27,4% fra i 45 e i 64, mentre infine il 25,8% era al di sopra dei 65 anni di età. L'età media della popolazione era di 47 anni. Per ogni 100 donne residenti vivevano 95,3 maschi.